# نيكي تايلور
نيكول رينيه «نيكي» تايلور (بالإنجليزية: Niki Taylor)‏ (من مواليد 5 مارس 1975) هي عارضة أزياء أمريكية ومقدمة تلفزيونية.

## روابط خارجية
- نيكي تايلور على موقع IMDb (الإنجليزية)
- نيكي تايلور على موقع الموسوعة البريطانية (الإنجليزية)
- نيكي تايلور على موقع إن إن دي بي (الإنجليزية)
- نيكي تايلور على موقع قاعدة بيانات الفيلم (الإنجليزية)
- نيكي تايلور على موقع دليل عارضات الأزياء (الإنجليزية)

- Niki Taylor official site
- Celebrity Apprentice  [لغات أخرى]‏ page for Niki Taylor (March 2011)
- SI Swimsuit Collection gallery - Niki Taylor